# Johanna Dorothea Sysang

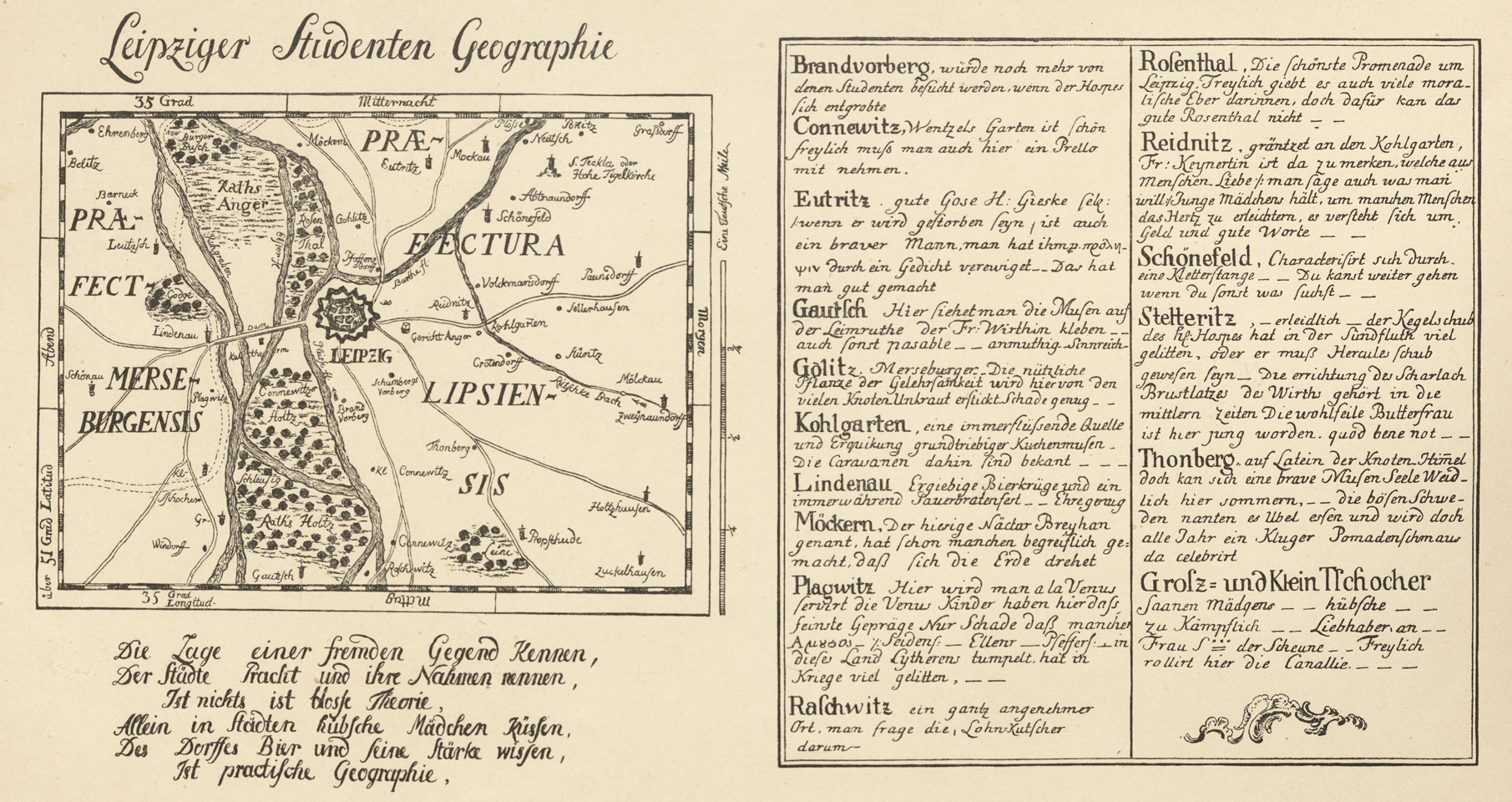
Leipziger Studenten Geographie, 1773, Faksimile

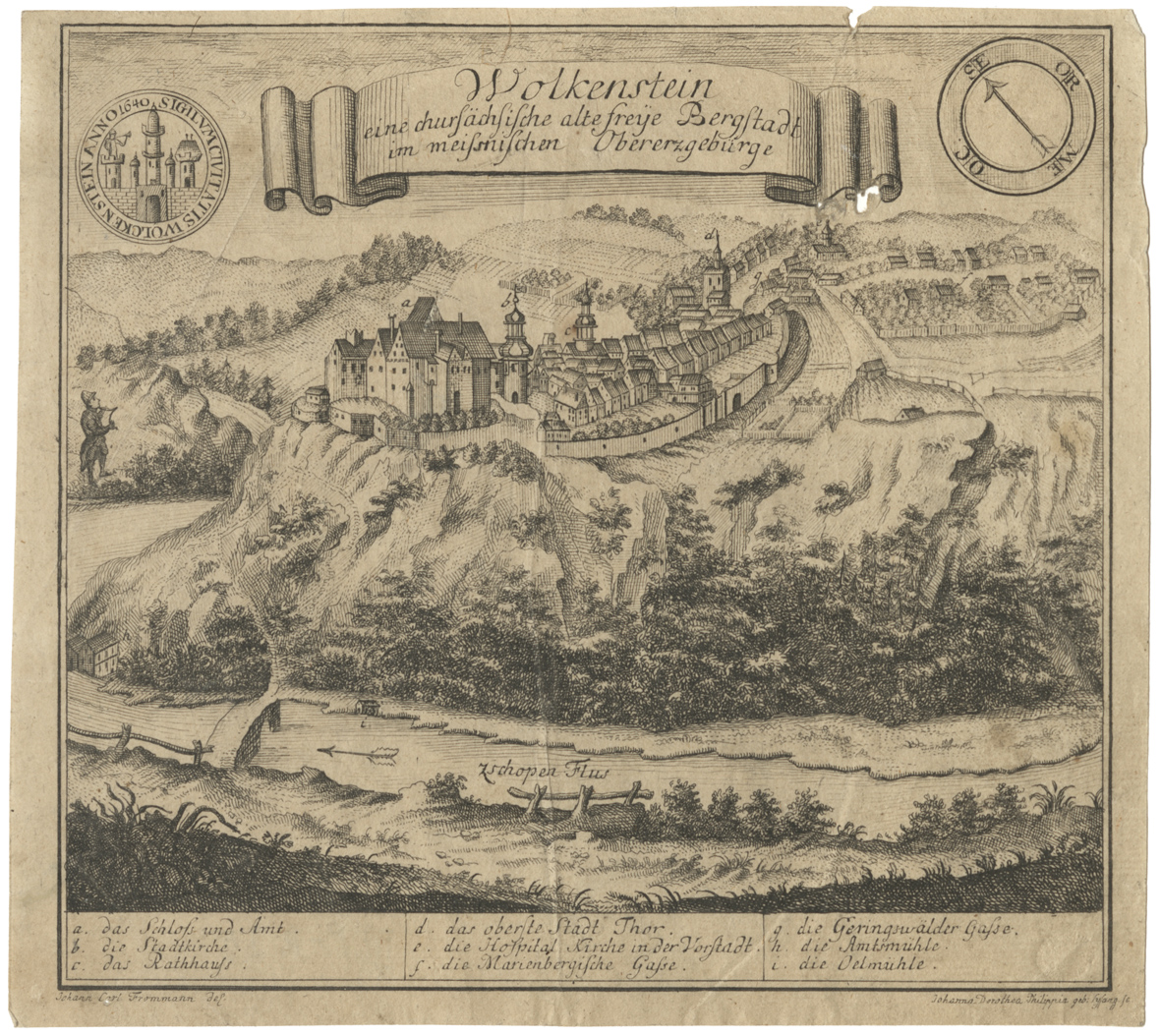
Wolkenstein

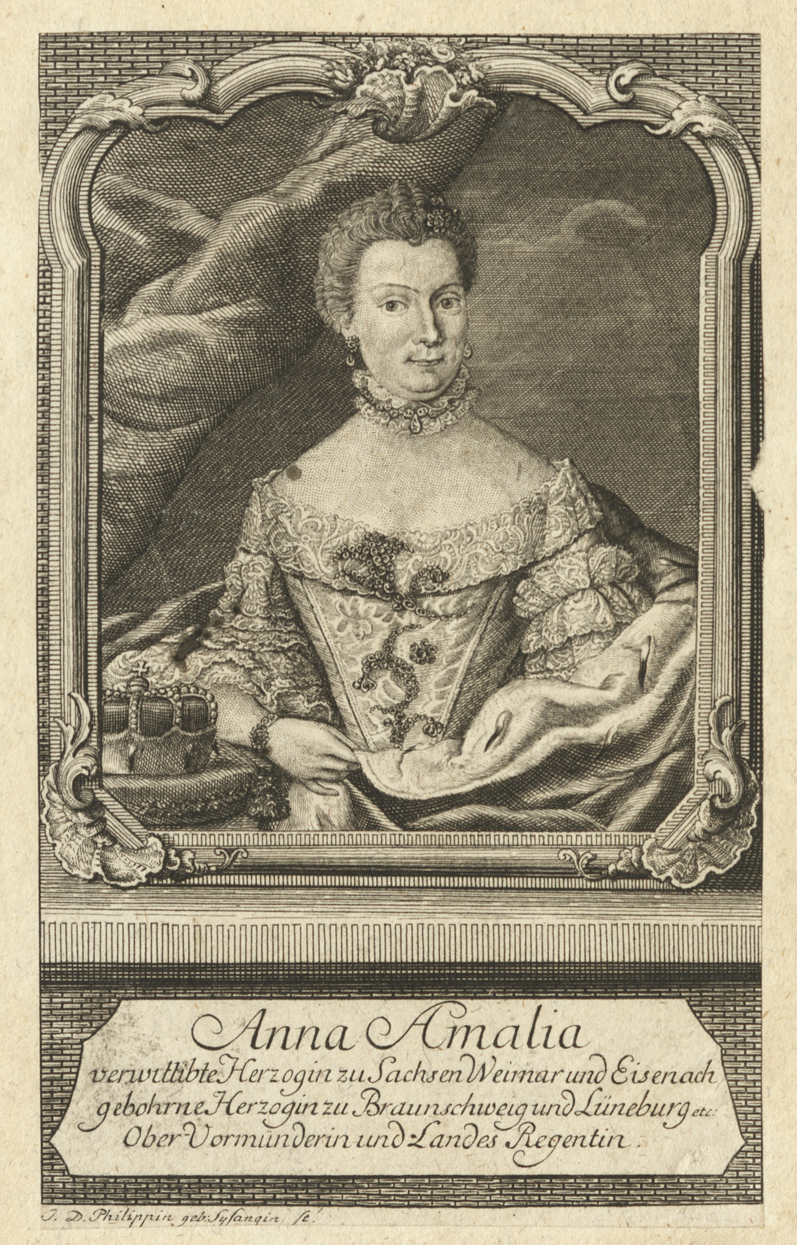
Anna Amalia von Sachsen-Weimar-Eisenach

Johanna Dorothea Sysang (* 7. April 1729 in Dresden; † 2. oder 3. März 1791 in Leipzig) war eine deutsche Kupferstecherin, Radiererin und Illustratorin.

## Leben und Werk
Johanna Dorothea Sysang wurde als Tochter des Kupferstechers Johann Christoph Sysang geboren, als dieser sich im Rahmen einer Studienreise für längere Zeit in Dresden aufhielt. Sie war zunächst seine Schülerin und später seine Gehilfin. Noch vor seinem Tod im Jahr 1757 machte sie sich als erste Kupferstecherin Leipzigs selbstständig. Als eine von wenigen Frauen überhaupt wurde sie erstmals 1764 im städtischen Adressbuch erwähnt, während des Siebenjährigen Krieges (1756 bis 1763) gab es allerdings keine Leipziger Verzeichnisse dieser Art.
Spezialisiert war Sysang vor allem auf Porträts von historischen Persönlichkeiten wie Martin Luther und zeitgenössischen Adligen, Gelehrten, Schriftstellern und Dichtern, Theologen und Pfarrern. Zudem zeichnete sie sich durch zahlreiche Buchillustrationen aus, unter anderem zu Friedrich Gottlieb Klopstocks Messias (1756/1773), Johann Bernhard Basedows Elementarwerk (1770/1774) oder Johann Christoph Gottscheds Das Neueste aus der anmuthigen Gelehrsamkeit (1754/1762). Karten, Pläne und einige Stadtansichten sind ebenfalls von Sysang überliefert. Als ihr bekanntestes – weil auch seltenstes Werk – gilt die satirische zweiblättrige Leipziger Studenten Geographie, die sie 1773 zusammen mit Johann Stephan Capieux schuf und bereits kurz nach Veröffentlichung wegen „Lasterhaftigkeit“ verboten wurde.
Nach ihrer Heirat mit dem Leipziger Universitätsangestellten Gotthelf Philipp im Mai 1755 signierte sie ihre Werke unter dem Namen „J. D. Philippin, geb. Sysang“. Sie arbeitete zeitweise für Daniel Chodowiecki.